# Медисон (Арканзас)
Медисон (енгл. Madison) град је у америчкој савезној држави Арканзас.

## Демографија
По попису из 2010. године број становника је 769, што је 218 (-22,1%) становника мање него 2000. године.
| Група             | 2000.       | 2010.       |
| Белци             | 95 (9,6%)   | 94 (12,2%)  |
| Афроамериканци    | 878 (89,0%) | 640 (83,2%) |
| Азијати           | 0 (0,0%)    | 1 (0,1%)    |
| Хиспаноамериканци | 8 (0,8%)    | 26 (3,4%)   |
| Укупно            | 987         | 769         |